# 鳳鳴郷 (雅安市)
鳳鳴郷（ほうめいきょう）とは、中華人民共和国四川省雅安市雨城区にある郷である。

## 地理
- 標高:650m
- 面積:23.8㎢
- 人口:約7100人
- 人口密度:298人/㎢
- 森林率は、57パーセント。[1]

### 行政区画
- 竜船村、大元村、柳良村、硝壩村、頂峰村、慶豊村、桂花村。[2]

## 農業
農業資源が豊富で例年、茶葉を主に生産している。
また、米、小麦、ジャガイモ、菜種やヤギ、ウシ、ブタなどの家畜産業も盛んである。